# 徐贵福
徐贵福（？—）籍贯不详，中国人民解放军少将。

## 生平
徐贵福长期在中国人民解放军沈阳军区服役。曾任沈阳军区政治部干部部任免处处长，沈阳军区65116部队政委、副大队长，中国人民解放军陆军第十六集团军装甲第四师政治委员等职。2008年调任中国人民解放军陆军第四十集团军副政治委员。2014年3月升任政治委员。2017年，改任中国人民解放军中部战区陆军副政治委员。
2010年7月晋升少将军衔。